# Aero Continente
Aero Continente, y luego Nuevo Continente, fue una aerolínea peruana fundada en 1991 por Fernando Zevallos González. El dinero utilizado para la creación de la aerolínea fue de 1.5 millones de dólares y otorgado por los hermanos narcotraficantes Víctor y Manuel López Paredes. En 1999 la empresa abrió una sucursal en Chile, denominada Aero Continente Chile. La empresa quebró en 2004, cuando estuvo imposibilitada de recibir aseguramiento para seguir en los vuelos, y Fernando Zevallos fue condenado a 20 años de prisión en Perú por tráfico ilegal de drogas y lavado de activos procedentes del narcotráfico. Además que fue incluida en la lista empresas impedidas de realizar operaciones por la Oficina de Control de Bienes Extranjeros del Departamento del Tesoro.
El 2005 los dueños intentaron salvar la compañía cambiando el nombre a Nuevo Continente y transfiriendo la administración a los empleados. La estrategia no funcionó al colocarse nuevas multas para la compañía en Estados Unidos, mientras que el ministerio de Economía de Perú se negó a buscar una salida financiera por su política de no intervención.

## Destinos

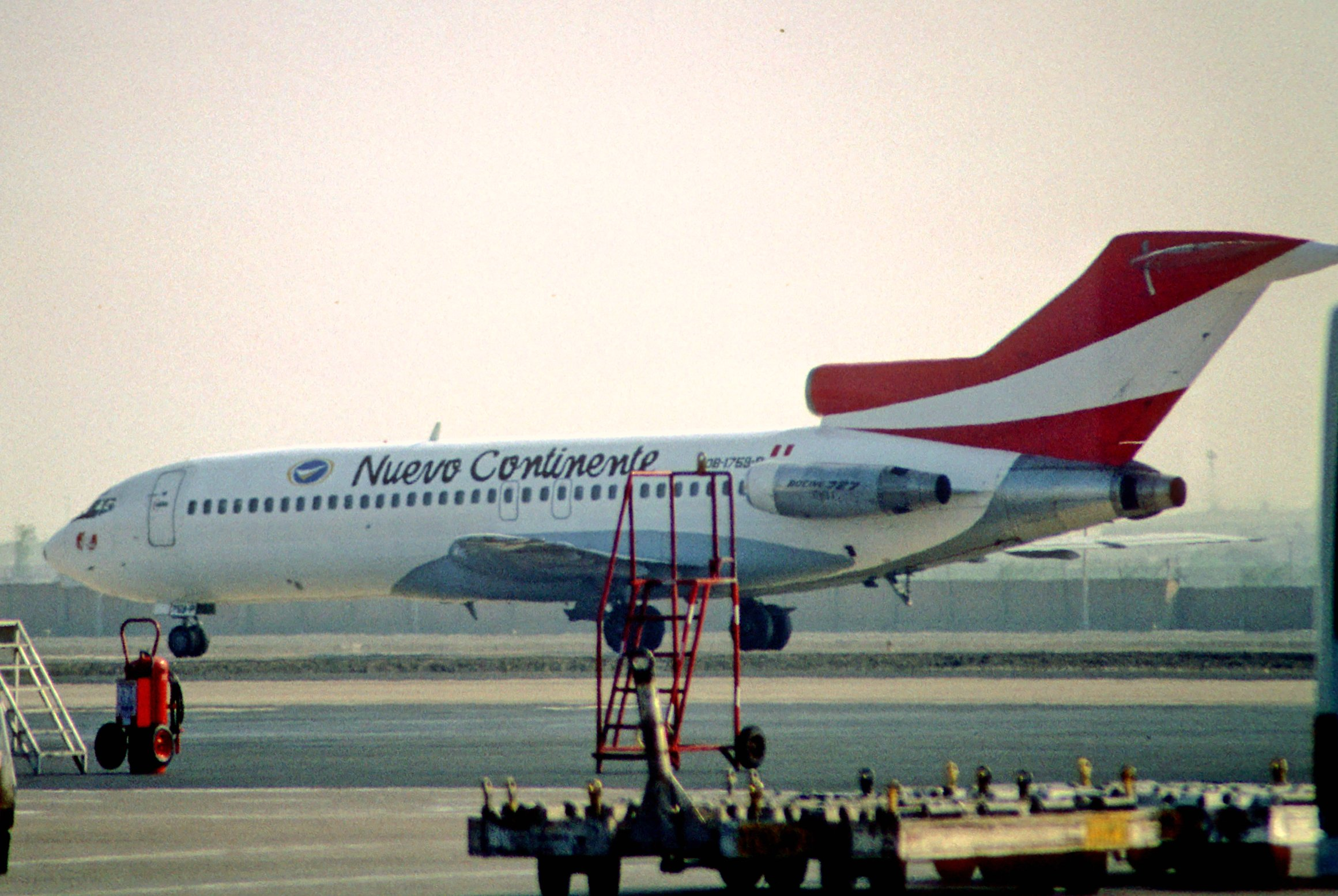
Un Boeing 727-100 en el Aeropuerto Internacional Jorge Chávez con la nueva librea de Nuevo Continente (octubre de 2004).

### Nacionales
| País | Destinos         | Aeropuertos                                                      |
| ---- | ---------------- | ---------------------------------------------------------------- |
| Perú | Andoas           | Aeropuerto Alf. FAP Alfredo Vladimir Sara Bauer                  |
| Perú | Arequipa         | Aeropuerto Internacional Rodríguez Ballón                        |
| Perú | Ayacucho         | Aeropuerto Coronel FAP Alfredo Mendivil Duarte                   |
| Perú | Cajamarca        | Aeropuerto Mayor General FAP Armando Revoredo Iglesias           |
| Perú | Chachapoyas      | Aeropuerto de Chachapoyas                                        |
| Perú | Chiclayo         | Aeropuerto Internacional Capitán FAP José A. Quiñones            |
| Perú | Cuzco            | Aeropuerto Internacional Alejandro Velasco Astete                |
| Perú | Iquitos          | Aeropuerto Internacional Coronel FAP Francisco Secada Vignetta   |
| Perú | Juanjui          | Aeropuerto de Juanjuí                                            |
| Perú | Juliaca          | Aeropuerto Internacional Inca Manco Cápac                        |
| Perú | Lima             | Aeropuerto Internacional Jorge Chávez (HUB)                      |
| Perú | Piura            | Aeropuerto Internacional Capitán FAP Guillermo Concha Iberico    |
| Perú | Pucallpa         | Aeropuerto Internacional Capitán FAP David Abensur Rengifo       |
| Perú | Puerto Maldonado | Aeropuerto Internacional de Puerto Maldonado                     |
| Perú | Rioja            | Aeropuerto Juan Simons Vela                                      |
| Perú | Tacna            | Aeropuerto Internacional Coronel FAP Carlos Ciriani Santa Rosa   |
| Perú | Tarapoto         | Aeropuerto Cadete FAP Guillermo del Castillo Paredes             |
| Perú | Trujillo         | Aeropuerto Internacional Capitán FAP Carlos Martínez de Pinillos |
| Perú | Yurimaguas       | Aeropuerto Moisés Benzaquen Rengifo                              |

### Internacionales
| País                      | Destinos                | Aeropuertos                                                       |
| Norteamérica              | Norteamérica            | Norteamérica                                                      |
| ------------------------- | ----------------------- | ----------------------------------------------------------------- |
| Estados Unidos            | Miami                   | Aeropuerto Internacional de Miami                                 |
| Centroamérica y el Caribe |                         |                                                                   |
| Haití                     | Puerto Príncipe         | Aeropuerto Internacional Toussaint Louverture                     |
| Panamá                    | Ciudad de Panamá        | Aeropuerto Internacional de Tocumen                               |
| República Dominicana      | Santo Domingo           | Aeropuerto Internacional Las Américas                             |
| Sudamérica                |                         |                                                                   |
| Argentina                 | Buenos Aires            | Aeropuerto Internacional Ministro Pistarini                       |
| Argentina                 | Córdoba                 | Aeropuerto Internacional Ingeniero Aeronáutico Ambrosio Taravella |
| Bolivia                   | La Paz                  | Aeropuerto Internacional El Alto                                  |
| Bolivia                   | Santa Cruz de la Sierra | Aeropuerto Internacional Viru Viru                                |
| Chile                     | Antofagasta             | Aeropuerto Andrés Sabella                                         |
| Chile                     | Arica                   | Aeropuerto Internacional Chacalluta                               |
| Chile                     | Balmaceda               | Aeródromo Balmaceda                                               |
| Chile                     | Iquique                 | Aeropuerto Internacional Diego Aracena                            |
| Chile                     | Puerto Montt            | Aeropuerto Internacional El Tepual                                |
| Chile                     | Punta Arenas            | Aeropuerto Internacional Presidente Carlos Ibáñez del Campo       |
| Chile                     | Santiago de Chile       | Aeropuerto Internacional Arturo Merino Benítez                    |
| Colombia                  | Bogotá                  | Aeropuerto Internacional El Dorado                                |
| Ecuador                   | Guayaquil               | Aeropuerto Internacional José Joaquín de Olmedo                   |
| Ecuador                   | Quito                   | Aeropuerto Internacional Mariscal Sucre                           |
| Venezuela                 | Caracas                 | Aeropuerto Internacional de Maiquetía Simón Bolívar               |

## Antigua flota
| Aeronaves                 | Total | Introducido | Retirado | Matrículas |
| ------------------------- | ----- | ----------- | -------- | --- |
| Handley Page Jetstream 31 | 4     | 1999        | 2005     | OB-1785T, OB-1784T, OB-1739 y OB-1735 |
| Boeing 727-100            | 10    | 1993        | 2000     | P4-BAC, P4-BAA, N149FN, N153FN, OB-1588, OB-1601-P, OB-1546, OB-1548 (rrg. OB-1759), OB-1570P y OB-1738                                                                                               |
| Boeing 727-200            | 1     | 1996        | ??       | OB-1541 |
| Boeing 737-100            | 2     | 1996        | 2005     | OB-1658 (rrg. P4-ASA y OB-1745) y OB-1657 (rrg. P4-ASB y OB-1736) |
| Boeing 737-200            | 17    | 1999        | 2005     | OB-1733, OB-1751, OB-1730, OB-1748, OB-1620, OB-1742, OB-1493 (rrg. P4-ARC y OB-1723), OB-1755 (rrg. OB-1783), OB-1729, OB-1764-P, OB-1753, OB-1754, OB-1746-P, OB-1747, OB-1752, OB-1544 y OB-1728-P |
| Boeing 757                | 2     | 1999        | 2004     | G-OOOD y OB-1788-P |
| Boeing 767-200ER          | 3     | 2001        | 2005     | OB-1758, OB-1766 y N264MT (rrg. OB-1765 y OB-1766-P) |
| Fairchild Hiller FH-227   | 2     | 1994        | 2004     | OB-1589 y OB-1591 |
| Fokker F28 Fellowship     | 3     | 1995        | 2005     | OB-1779-P, OB-1636 y OB-1750 |
| Lockheed L-1011 Tristar   | 1     | 1996        | 1997     | P4-JAA |